# Piłka nożna w Polsce (2023/2024)

## Uczestnicy szczebla centralnego
W rozgrywkach szczebla centralnego w Polsce (Ekstraklasa, I liga i II liga) w sezonie 2023/2024 wzięły udział 54 drużyny:
| LEGLPOPOGCRAWARZLURADSMIWIDKORJAGŚLĄWPŁLGDMIEŁKSBBTWKRPNISTRARKCHGGKŁRESODOCCHSNSPWAZNIKOTSTOWPUMOTKALPSIELBLP2HUTRSTZA2ŁK2OGRSSW Drużyny, które uczestniczyły w rozgrywkach szczebla centralnego w Polsce w sezonie 2023/2024 (czerwone kropki oznaczają zespoły z Ekstraklasy, zielone z I ligi, natomiast niebieskie z II ligi) | RAKPIAGZARCHPODKATZSOTYCSKCJASPBT Drużyny, które uczestniczyły w rozgrywkach szczebla centralnego w Polsce w sezonie 2023/2024 z województwa śląskiego (czerwone kropki oznaczają zespoły z Ekstraklasy, zielone z I ligi, natomiast niebieskie z II ligi) |

## Rozgrywki piłki nożnej mężczyzn
| Mistrzostwa Polski                                                                           | Mistrzostwa Polski                                             |
| -------------------------------------------------------------------------------------------- | -------------------------------------------------------------- |
| 1. miejsce – Mistrz Polski                                                                   | Jagiellonia Białystok                                          |
| 2. miejsce – Wicemistrz Polski                                                               | Śląsk Wrocław                                                  |
| 3. miejsce                                                                                   | Legia Warszawa                                                 |
| Król strzelców ekstraklasy                                                                   | 19 – Erik Expósito (Śląsk Wrocław)                             |
| Klub 100 - Klub 300 - Tabela wszech czasów Ekstraklasy w piłce nożnej                        |                                                                |
| Europejskie Puchary                                                                          |                                                                |
| Liga Mistrzów UEFA (2023/2024)                                                               | Raków Częstochowa (mistrz 2022/2023)                           |
| Liga Konferencji Europy UEFA (2023/2024)                                                     | Legia Warszawa (2. miejsce 2022/2023; Puchar Polski 2022/2023) |
| Liga Konferencji Europy UEFA (2023/2024)                                                     | Lech Poznań (3. miejsce 2022/2023)                             |
| Liga Konferencji Europy UEFA (2023/2024)                                                     | Pogoń Szczecin (4. miejsce 2022/2023)                          |
| UEFA – Współczynnik UEFA – Statystyki występów polskich klubów w europejskich pucharach UEFA |                                                                |
| Puchar Polski / Superpuchar Polski                                                           |                                                                |
| Puchar Polski w piłce nożnej (2023/2024)                                                     |                                                                |
| 1. miejsce – zdobywca                                                                        | Wisła Kraków                                                   |
| 2. miejsce – finalista                                                                       | Pogoń Szczecin                                                 |
| Superpuchar Polski 2024                                                                      | Jagiellonia Białystok                                          |

## System ligowy
| Poziomy rozgrywkowe w sezonie 2023/2024 | Poziomy rozgrywkowe w sezonie 2023/2024 | Poziomy rozgrywkowe w sezonie 2023/2024                               | Poziomy rozgrywkowe w sezonie 2023/2024                                                                                 |
| --- | --------------------------------------- | --------------------------------------------------------------------- | --- |
| Centralne | I                                       | Ekstraklasa w piłce nożnej (2023/2024)                                | ŁKS Łódź, Ruch Chorzów, Warta Poznań                                                                                    |
| Centralne | II                                      | I liga polska w piłce nożnej (2023/2024)                              | Lechia Gdańsk, GKS Katowice, Motor Lublin Resovia, Podbeskidzie Bielsko-Biała, Zagłębie Sosnowiec                       |
| Centralne | III                                     | II liga polska w piłce nożnej (2023/2024)                             | Pogoń Siedlce, Kotwica Kołobrzeg, Stal Stalowa Wola Radunia Stężyca, Lech II Poznań, Sandecja Nowy Sącz, Stomil Olsztyn |
| Makroregionalne | IV                                      | III liga polska w piłce nożnej (2023/2024) 4 grupy: I – II – III – IV | Pogoń Grodzisk Mazowiecki, Świt Szczecin, Rekord Bielsko-Biała, Wieczysta Kraków                                        |
| Okręgowe (16 okręgów) | V                                       | IV liga polska w piłce nożnej (2023/2024) 17 grup                     | |
| Okręgowe (16 okręgów) | VI                                      | Klasa Okręgowa/V liga                                                 | |
| Okręgowe (16 okręgów) | VII                                     | Klasa A/Klasa Okręgowa                                                | |
| Okręgowe (16 okręgów) | VIII                                    | Klasa B/Klasa A                                                       | |
| Okręgowe (16 okręgów) | IX                                      | Klasa C/Klasa B                                                       | |
| System ligowy piłki nożnej w Polsce – Tabela wszech czasów Ekstraklasy w piłce nożnej – Tabela wszech czasów polskiej I ligi w piłce nożnej – Tabela wszech czasów polskiej II ligi piłkarskiej                                                                                   |                                         |                                                                       | |
| IV liga grupy: dolnośląska – kujawsko-pomorska – lubelska – lubuska – łódzka – małopolska – mazowiecka – opolska – podkarpacka – podlaska – pomorska – śląska I – śląska II – świętokrzyska – warmińsko-mazurska – wielkopolska – zachodniopomorska                               |                                         |                                                                       | |
| Okręgowe rozgrywki - 16 województw (OZPN): dolnośląskie – kujawsko-pomorskie – lubelskie – lubuskie – łódzkie – małopolskie – mazowieckie – opolskie – podkarpackie – podlaskie – pomorskie – śląskie – świętokrzyskie – warmińsko-mazurskie – wielkopolskie – zachodniopomorskie |                                         |                                                                       | |

## Inne rozgrywki piłkarskie
| Rozgrywki młodzieżowe / Mistrzostwa Polski juniorów w piłce nożnej | Rozgrywki młodzieżowe / Mistrzostwa Polski juniorów w piłce nożnej                                 |
| ------------------------------------------------------------------ | -------------------------------------------------------------------------------------------------- |
| Centralna Liga Juniorów w piłce nożnej                             | Centralna Liga Juniorów w piłce nożnej (2023/2024) · Legia Warszawa Lech Poznań Warta Poznań       |
| Piłka nożna kobiet w Polsce                                        | |
| Ekstraliga polska w piłce nożnej kobiet                            | Ekstraliga polska w piłce nożnej kobiet (2023/2024) · Pogoń Szczecin GKS Katowice Czarni Sosnowiec |